# Galleria Granarolo
La galleria Granarolo è una galleria posta sulla "via Granarolo", la tratta ferroviaria che collega la stazione di Genova Piazza Principe con la linea succursale dei Giovi, che conduce verso Milano e Torino.
Prende il nome dalla località di Granarolo, posta sulle alture genovesi.

## Storia
Nel 1937 fu approvato un piano di potenziamento del nodo ferroviario genovese, che fra i vari interventi prevedeva di collegare la stazione Principe con la linea succursale dei Giovi attraverso una linea diretta (la "via Granarolo") che evitasse il passaggio dalla congestionata stazione di Sampierdarena.
L'opera principale di tale tratta sarebbe stata la galleria Granarolo, lunga 2914 m.
I lavori di costruzione furono avviati nel 1939 dall'impresa Fincosit, ma si arrestarono nel 1943 a causa degli eventi bellici. Furono ripresi nel 1946 dalla società Condotte, ma proseguirono più lentamente del previsto a causa dei terreni particolarmente problematici. Lo scavo fu completato nel 1950, ma per l'apertura al traffico della linea fu necessario attendere fino al 27 maggio 1962, a causa delle difficoltà incontrate nell'esproprio dei terreni nel quartiere di Rivarolo.
La "via Granarolo" costituì l'ultimo esempio in Italia di linea elettrificata col sistema trifase: tale situazione durò tuttavia meno di un anno, fino alla conversione dell'intera tratta da Genova a Ronco alla corrente continua, avvenuta il 20 marzo 1963.

## Caratteristiche
Si tratta di una galleria a canna unica, con sezione dimensionata per il doppio binario. L'opera ha una lunghezza di 2879 m ed è compresa fra le progressive chilometriche 3+397 (portale nord) e 0+518 (portale sud).